# Lethrinus borbonicus
Lethrinus borbonicus és una espècie de peix pertanyent a la família dels letrínids.

## Descripció
- Pot arribar a fer 40 cm de llargària màxima (normalment, en fa 25).
- 10 espines i 9 radis tous a l'aleta dorsal i 3 espines i 8 radis tous a l'anal.
- El cos és de color gris fosc o groc-marró. El cap és marró-gris.
- Les aletes pectorals i pèlviques són blanques o rosades. L'aleta dorsal i l'anal presenten clapes blanques o groguenques i la vora vermellosa. L'aleta caudal té franges vermelloses.[5][6]

## Alimentació
Menja equinoderms, mol·luscs i crustacis.

## Hàbitat
És un peix marí, associat als esculls i de clima tropical (30°N-20°S) que viu fins als 40 m de fondària.

## Distribució geogràfica
Es troba a l'Índic occidental: des del mar Roig i el golf Pèrsic fins a Reunió.

## Observacions
És inofensiu per als humans.